# Cars 2: The Video Game
Cars 2: The Video Game — компьютерная игра по мотивам одноимённого мультфильма. Видеоигра была разработана Avalanche Software и выпущена Disney Interactive Studios для PlayStation 3, Xbox 360, Wii, PC, Nintendo DS и мобильных телефонов 21 июня 2011 года. В версии для Nintendo 3DS используется стереоскопический эффект 3D. Версия для PC и Wii отличается от версии для PS3 и Xbox 360 худшей графикой и отсутствием дополнительного контента.

## Игровой процесс
Игра представляет собой гоночный симулятор.
В игре игрок становится агентом в школе спецотдела «ГУДОК». Целью игры является выполнение всех заданий от Финна МакМисла и Холли Делюкс. Сначала нужно пройти тренировку любой доступной тачкой, где Финн МакМисл учит игрока делать разные трюки. Игрок примет участие в моделируемых миссиях с использованием высокотехнологичных гаджетов. Например, чтобы уклониться от противников или замедлить их. Во время заезда персонаж накапливает энергию, разделённую в шкале на 4 части.
В игре есть три типа трофеев: бронзовый, серебряный и золотой. В зависимости от того, какой из трофеев получает игрок, ему начисляется определённое количество очков шпиона. Получая гербы и ордена, игрок может открывать новые машины.

### Виды гонок
- Гонка — простая гонка без оружия, в которой единственная возможность помешать сопернику — толкнуть его в бок. Условие победы: приехать к финишу первым.
- Боевой заезд — гонка с применением оружия. Доступное вооружение: ракетомёт, скейт-скок (самонаводящееся), спутниковый лазер (самонаводящееся), спутниковая бомба, контактная мина, многоствольный пулемёт, катапультируемая бомба, мина-паразит и масляное пятно. Условие победы: приехать к финишу первым.
- Нападение — гонка, главной целью которой является уничтожение легковых машин и грузовиков со взрывными бочками с помощью оружия за определённое время. Условие победы: набрать как можно больше очков, которые даются за уничтожение врагов.
- Выживание — тип гонки, где игрок должен продержаться как можно дольше в защитном щите, энергию которого нужно поддерживать, собирая батарейки и уничтожая помощников Профессора Цета за всю длительность трассы. При уничтожении враги превращаются в призовые аккумуляторы, дающие больше энергии для щита. Условие победы: продержаться все 3 круга.
- Охота — битва в ограниченном пространстве. Цель: Найти и уничтожить как можно больше помощников Профессора Цета с помощью оружия за определённое время. Условие победы: набрать как можно больше очков, которые даются за уничтожение врагов.
- Арена (только для сетевой игры) — поединок между двумя участниками в ограниченном пространстве. Условие победы: найти и уничтожить на арене соперника как можно больше раз.
- Разрушитель (только для сетевой игры) — поединок между двумя участниками в ограниченном пространстве. Цель: Найти на арене разрушитель и доставить его на базу противника несколько раз. Условие победы: подорвать вражескую базу определённое количество раз, раньше противника.

### Персонажи
Игрок может выбирать машину из 22 основных и 12 улучшенных персонажей. Для версии PS3 и Xbox 360 выпускался дополнительный контент, который открывал персонажей из первого фильма и короткометражек Мультачки. Для остальных версий дополнительный контент не выпускался. Все персонажи в игре делятся на 3 категории: лёгкая, средняя и тяжёлая. Лёгкие машины быстро набирают скорость, но дольше накапливают заряд на нитро. Тяжёлые машины имеют медленный разгон, но быстро накапливают нитро. Машины среднего веса набирают скорость средне и накапливают энергию на нитро со средней скоростью.

## Сюжет
В начале игры появляется вступительный ролик. Финн МакМисл находится в плену у профессора Цундаппа в гараже на нефтяной вышке, но неожиданно в гараж врывается Мэтр и освобождает Финна. Далее они простреливают дорогу, чтобы догнать Профессора Цета, но при въезде в винтовую лестницу за ними тоже начинается погоня. Мэтр, пытаясь оторваться, улетает в небо, но у него заканчивается топливо и он спускается на парашюте. Тем временем Финн МакМисл отрывается от погони в тоннеле с двух сторон, переправившись по потолку, в результате чего машины врезаются друг в друга и взрываются. При выезде из тоннеля рядом с Финном приземляется Мэтр. Впереди площадка заканчивается, и Профессор Цет летит оттуда на вертолёте. Финн и Мэтр прыгают в вертолёт Профессора Цундаппа. После чего оказывается, что всё это время погоня была лишь симуляцией, созданной для тренировки в школе спецотдела «ГУДОК». Мэтр хочет повторить, но Молния Маккуин попросил дать и другим попробовать. Тогда Мэтр впускает остальных персонажей в школу.
В финальном ролике, Холли Делюкс хвалит ребят за завершение всех обучающих задач. Франческо Бернулли гордится собой, но Холли быстро напоминает ему, что он не пришёл первым во всех гонках. Молния заявляет, что необязательно побеждать всегда. Финн, в свою очередь, предлагает пройти все обучающие задания на золотой трофей. Обменявшись гадостями, Франческо и Молния едут соревноваться между собой.

## Критика
| Сводный рейтинг    | Сводный рейтинг                          |
| Агрегатор          | Оценка                                   |
| ------------------ | ---------------------------------------- |
| GameRankings       | PS3: 76,38 % X360: 73,20 %               |
| Metacritic         | 74/100 (Xbox 360) 76/100 (Playstation 3) |
| Иноязычные издания |                                          |
| Издание            | Оценка                                   |
| Game Informer      | 7,75/10                                  |
| GameSpot           | 7,5/10                                   |
| IGN                | 8/10                                     |
| OXM                | 7,5/10                                   |
| GamerLiveTV        | 8,5/10                                   |

В англоязычных изданиях игра получила, в основном, положительные отзывы, с оценками 74 и 76 на Metacritic для Xbox 360 и PlayStation 3 соответственно. IGN поставил 8 из 10, заявив, что «Тачки 2 — потрясающая многопользовательская игра, не уступающая Mario Kart». Official Xbox Magazine поставил игре 7,5 из 10. Game Informer — 7,75 из 10, назвав игру хорошей гоночной аркадой. GameSpot оценил игру на 7,5 из 10.